# دوشيراك

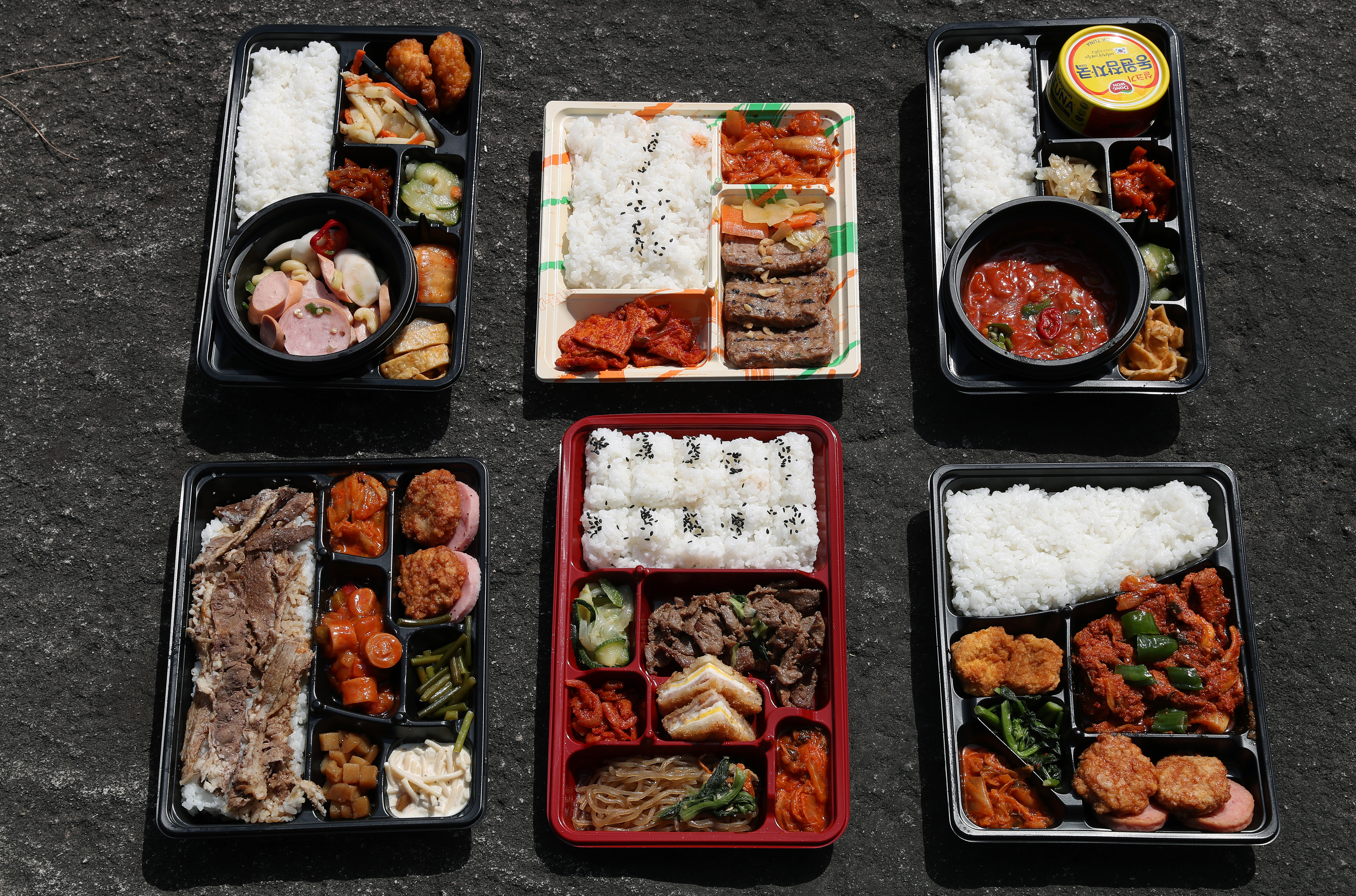
أصناف من الوجبات المعبأة

دوشيراك (도시락) في كوريا الجنوبية أو جواباب (곽밥) في مطبخ كوريا الشمالية والجنوبية، يُشيران إلى وجبة معبأة. عادة ما تتكون من الأرز المطبوخ وعدة أطباق جانبية. أما علب الطعام، وتُسمى أيضا دوشيراك أو دوشيراك تونج، هي عادة العلب البلاستيكية أو الحرارية مع أو بدون مقصورات أو طبقات. غالبا ما تكون تلك الوجبات مطبوخة بالمنزل، ولكنها تباع أيضا في محطات القطار والمتاجر.

## أصناف
وغالبا ما تكون تلك الوجبات المصنوعة منزليًا معبأة في علب طعام يمكن من خلالها فصل الأرز المطبوخ والأطباق الجانبية. أما الحساء إن كانت ضمن الوجبة- يتم الحفاظ عليها ساخنة بواسطة العزل. العلب البلاستيكية أو الحرارية هي الأكثر شيوعًا، ولكن يتم استخدام تركيبات من الخشب والورنيش أو السيراميك والخيزران بالإضافة إلى مواد أخرى أيضًا.
يتكون يينال دوشيراك من الأرز، الكيمتشي المقلي (طبق كوري تقليدي جانبي يتكون من الخضار المحمر أو المخمر)، النقانق بالبيض أو المقلية، والبيض المقلي، والأعشاب البحرية المقطعة، والتي تكون معبأة عادة في علب طعام مستطيلة مصنوعة من الصفيح أو الفضة الألمانية. يتم هزها وهي مغلقة مما يؤدي إلى خلط المكونات قبل الأكل.
جيمباب دوشيراك والمصنوع من شرائح لفات الأعشاب البحرية، غالبا ما تكون معبأة للنزهات.

## معرض صور

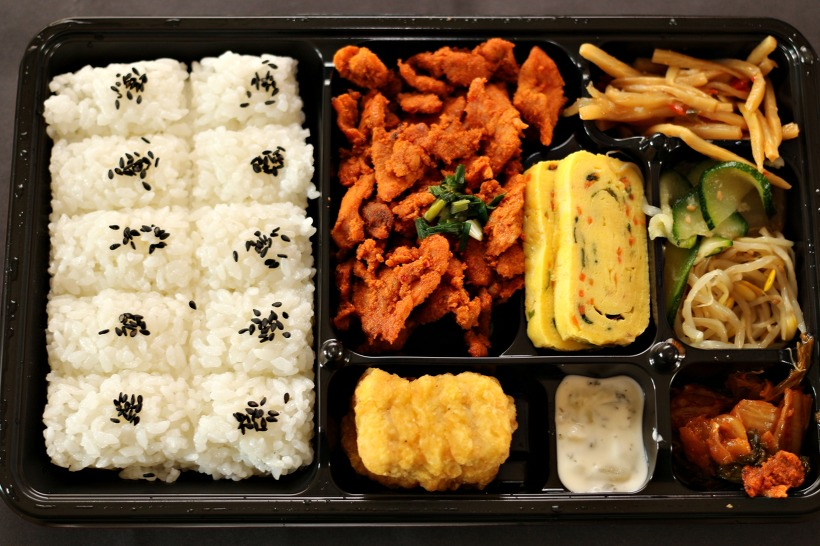
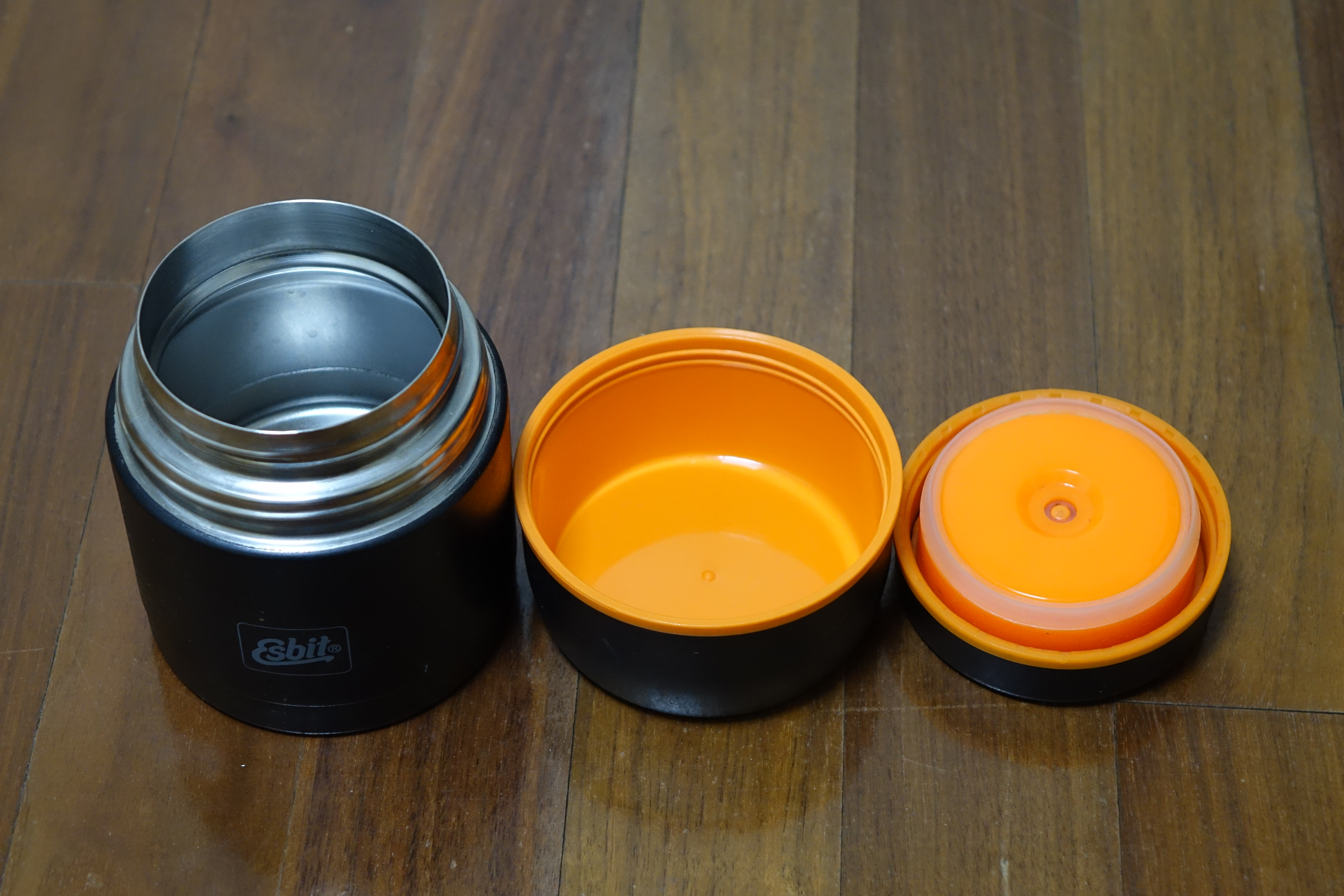
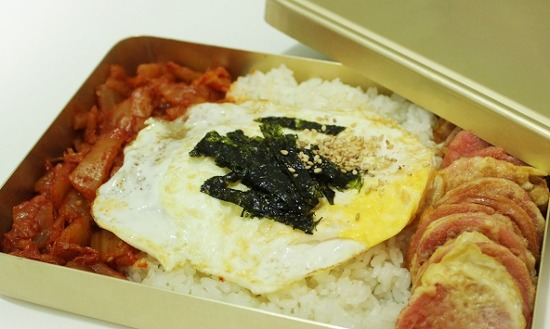
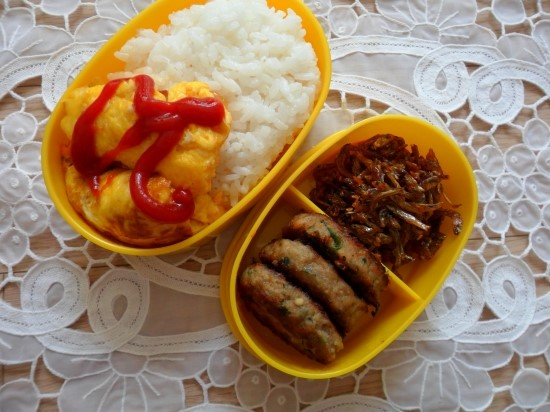
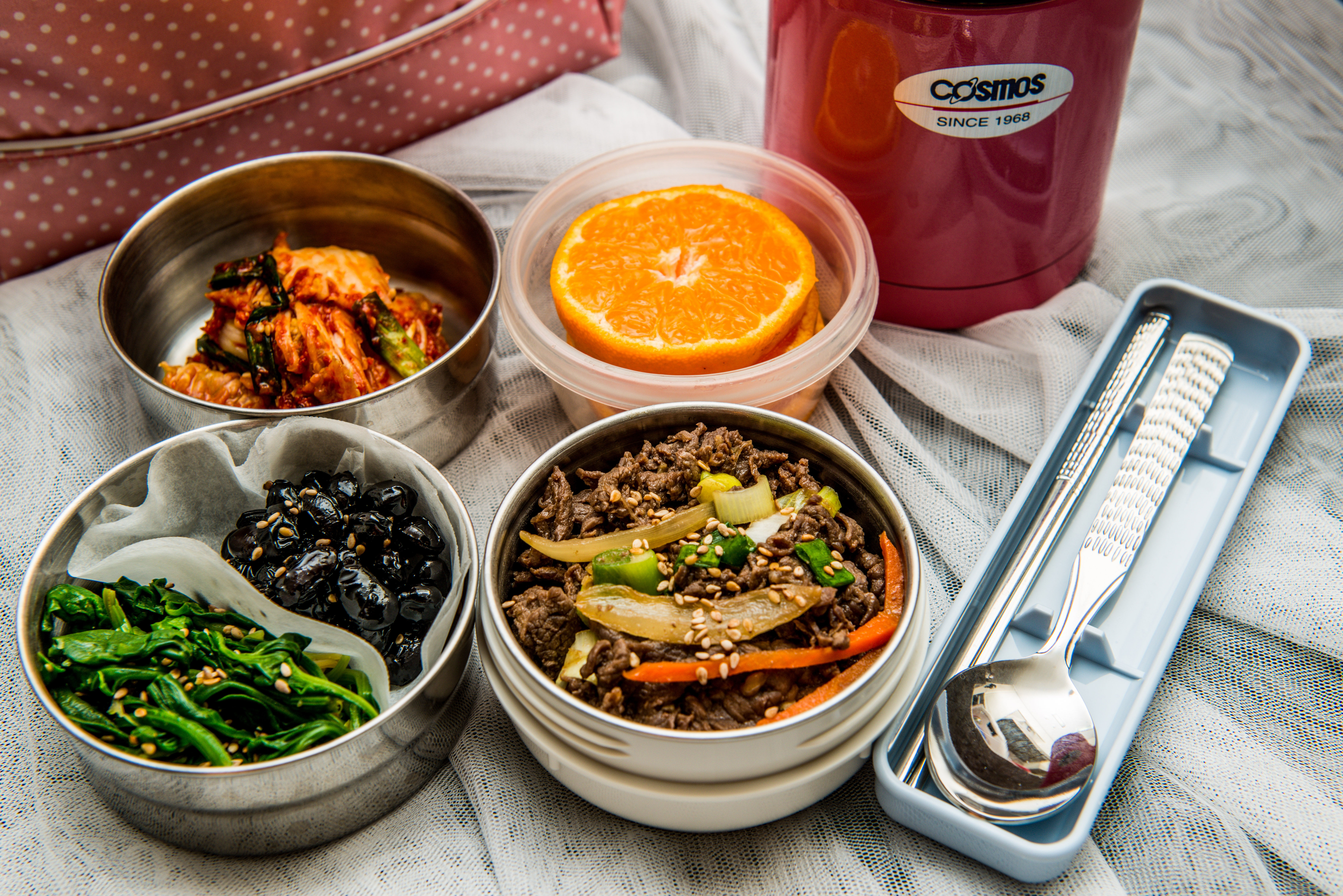